# Scalenghe
Scalenghe est une commune italienne de la ville métropolitaine de Turin, dans la région Piémont.

## Culture
La Foire du Printemps est organisée tous les premiers dimanches et lundi de mai.

## Administration
| Période                                  | Période  | Identité    | Étiquette | Qualité |
| ---------------------------------------- | -------- | ----------- | --------- | ------- |
| 14 juin 2004                             | En cours | Bruno Garis |           |         |
| Les données manquantes sont à compléter. |          |             |           |         |

### Hameaux
Bicocca, Murisenghi, Pieve, Viotto.

### Communes limitrophes
None, Pignerol, Airasca, Piscina, Castagnole Piemonte, Buriasco, Cercenasco.

### Jumelages
- Vila (Argentine) (Argentine).